# Guevorg Davtian
Guevorg Davtian –en armenio, Գևորգ Դավթյան– (Guiumri, URSS, 4 de enero de 1983) es un deportista armenio que compitió en halterofilia.
Participó en los Juegos Olímpicos de Pekín 2008, obteniendo una medalla de bronce en la categoría de 77 kg. Ganó una medalla de plata en el Campeonato Mundial de Halterofilia de 2007 y dos medallas de oro en el Campeonato Europeo de Halterofilia, en los años 2006 y 2007.

## Palmarés internacional
| Juegos Olímpicos   | Juegos Olímpicos       | Juegos Olímpicos  | Juegos Olímpicos |
| Año                | Lugar                  | Medalla           | Categoría        |
| ------------------ | ---------------------- | ----------------- | ---------------- |
| 2008               | Pekín (China)          | Medalla de bronce | 77 kg            |
| Campeonato Mundial |                        |                   |                  |
| Año                | Lugar                  | Medalla           | Categoría        |
| 2007               | Chiang Mai (Tailandia) | Medalla de plata  | 77 kg            |
| Campeonato Europeo |                        |                   |                  |
| Año                | Lugar                  | Medalla           | Categoría        |
| 2006               | Władysławowo (Polonia) | Medalla de oro    | 77 kg            |
| 2007               | Estrasburgo (Francia)  | Medalla de oro    | 77 kg            |